# Humidificateur
 Un humidificateur (ou saturateur) est un appareil destiné à augmenter le pourcentage d'humidité dans l'air. C'est généralement un appareil qui s'utilise dans une pièce, mais il existe des systèmes pour traiter une maison ou un bâtiment entier.

## Humidificateur par évaporation
C'est le plus commun et le plus simple des humidificateurs. Il consiste juste en un réservoir contenant de l'eau qui va s'évaporer lentement. On peut y adjoindre un ventilateur ou le placer près d'un radiateur pour en augmenter l'efficacité.

## Humidificateur par évaporation, contrôlé par system propulsion hydropneumatique
Tâches des fonctions :

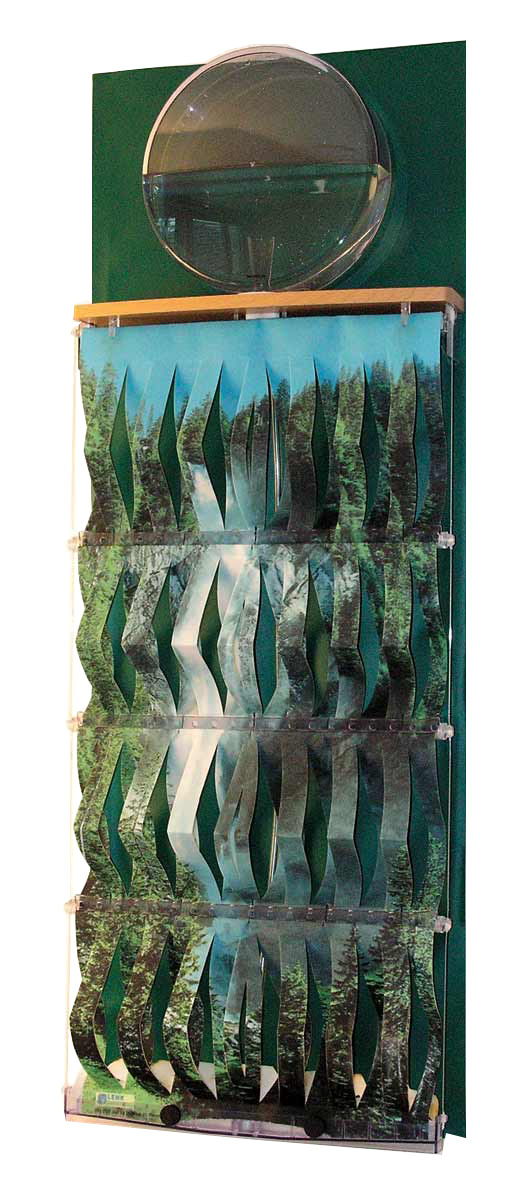
Image de l'appareil poster d'humidification.

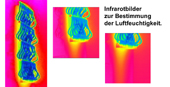
L’image montre la circulation d’air dans un appareille poster d’humidification. Image infrarouge.

Le contrôle hydropneumatique permet indépendamment d’une source de chaleur ou d’un ventilateur d’humidifier chaque espace. La présence de l’humidité dans la chambre est plus long et est provoqué par le renversement du processus d’humidification, c.-à-d. par l’’humidité, qui glisse en bas dans l’espace. Aussi le remplissage de la surface d’évaporation est exporté d’en haut en bas. Cela permet de combler la surface en déposant avec l’eau et empêche avec cela croître des germes, puisque le récipient d’eau fait couler l’eau fraîche sans contact direct avec la surface d’évaporation. La surface d’évaporation n’agit pas comme un filtre pour la chaux, elle sert pour la distribution régulière de l’eau.
Caractéristique de l’évaporation naturelle, réglée.
La surface d’évaporation dans les Poster d’humidification est distribuée dans beaucoup d’air. Cette quantité (mass) d’air se enrichi avec de l’eau évaporée. En même temps l’air se refroidis léger et commence à circuler vers le bas. Bien en dessous de l’appareil la vitesse peut être plus vite que 16 cm/sec. Le bouleversement de l’air est énorme et fait circuler même plus que 450 m3 par jour. Plus que l’air demande de l’eau, plus fort est la circulation. Sa vitesse est alors en direct rapport avec le degré de l’humidité dans l’air. Plus sec → pus vite et vis-versa. Ses effets sont réglés avec la propulsion hydropneumatique (voir dessous).
1. Surface d’évaporation
2. Bac de récupération
3. Tuyau de régularisation
4. Couvercle de régularisation
5. Récipient d’eau
6. Bac capillaire
7. Extracteur de calcaire
8. Pompe capillaire

Processus:
La surface d’évaporation (1) aspire l’eau du bac capillaire (6), actionne la pompe capillaire (8) pour lancer le processus d’entraînement de l’eau, qui remplit la surface de haut en bas avant de s’égoutter dans le bac de récupération (2). L’eau s’évapore et entraîne la circulation d’air. L’eau qui se trouve dans le bac de récupération ferme le bas du tuyau (3). L’afflux d’air dans le récipient d’eau (5) est interrompu. L’eau ne peut plus ressortir du récipient. L’eau restant dans le bac capillaire (6) est aspirée par la surface d’évaporation où elle peut s’évaporer. L’eau restant dans le bac de récupération (2) est aspirée par l’extracteur de calcaire (7) pour s’évaporer  également. L’air peu à nouveau affluer dans le tuyau (3) et l’eau peut couler dans le bac capillaire (6). Ainsi recommence le processus. Ce système et développé par une maison Suisse, et breveté.

## Les autres types d'humidificateurs
On trouve dans le commerce des humidificateurs au rayon électroménager.
Il existe plusieurs types d’humidificateurs :
- Humidificateurs à vapeur chaude ou tiède : Ces humidificateurs évaporent de l’eau en la chauffant puis refroidissent la vapeur afin d'éviter des risques de brûlure. La vapeur diffusée est douce et saine, sans bactérie ou champignon.
- Humidificateurs à vapeur froide ou évaporation : Ces humidificateurs comportent une paroi humide et poreuse qui est dans l'axe d'un ventilateur. L'air résultant est donc chargé en humidité. Pour utilisation industrielle ou domestique.
- Humidificateurs à ultrasons : Un diaphragme métallique vibrant à une fréquence ultrasonore crée des microgouttelettes d'eau (de 1 à 3 micromètres) ionisées négativement. Elles quittent l'humidificateur sous forme d'un brouillard frais. Ces appareils sont particulièrement silencieux. Pour utilisation industrielle ou domestique.
- Humidificateurs à haute pression : Une pompe à haute pression (environ 70 bars) pousse l'eau vers des buses. Ils permettent des diffuser largement de grandes quantités d'eau pour humidifier l'air. Les gouttelettes émises sont relativement grosses. Il est nécessaire de les placer haut (environ 5 mètres) pour éviter de mouiller au sol. Pour utilisation industrielle.
- Humidificateurs simples à basse pression : Au niveau de chaque buse, de l'air comprimé fait éclater le flux d'eau. Les gouttelettes sont plus petites qu'avec les humidificateurs à haute pression, mais on a encore des gouttelettes qui mouillent (diamètre de 50 micromètres à 200 micromètres). Pour utilisation industrielle.
- Humidificateurs doubles à basse pression : Composés de 2 buses à basse pression. Le jet d'une buse vient frapper le jet de la buse d'en face. Les plus grosses gouttelettes éclatent. Seules des gouttelettes extrêmement petites (diamètre moyen inférieur à 10 micromètres) sont émises. Ils ne mouillent pas, même dans les atmosphères les plus froides. Pour utilisation industrielle.

## Effet sur la santé
Il est principalement utile en hiver, lorsque le chauffage assèche l'air ambiant. L'humidificateur apporte alors un confort à la respiration. Il peut avoir un effet améliorant sur les conjonctivites, les infections nasales et les bronchites.